# Гуней
Гуней (др.-греч. Γουνεύς) — персонаж древнегреческой мифологии. Сын Окита (Коцита) и Аврофиты. С Кифа, из северо-западной Фессалии. Вождь эниан и перребов, привёл под Трою 22 корабля (либо 12).
По возвращении попал в бурю у горы Каферея. Покинув корабли, прибыл в Ливию и поселился на берегу реки Кинип (Киниф, лат. Cinyps, др.-греч. Κίνυψ).
Стефан Византийский считает Гунея эпонимом города Гонн (Гон, др.-греч. Γόννοι) близ современного города Гони и устья Пиньоса. Советский антиковед Нина Брагинская пишет:

Гуней может быть понят как «гунец» — человек из Гона, не название города произведено от имени человека, а антропоним от топонима.

И Гуней и Гонн/Гон родственны сущ. γουνός, означающему «холм, высокое место». Город Гон, как и город Гоноэсса, назван так за своё местоположение: город-возвышенность, город-холм (Гонн находится на отрогах Олимпа). Гуней же может «переводиться» как «Холмовый», «Человек холма».